# Rao Shushi

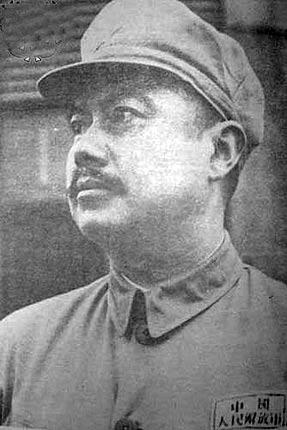
Rao Shushi

Rao Shushi (chinesisch 饶漱石, Pinyin Ráo Shùshí; * 1901 oder 23. November 1903 in Linchuan, Jiangxi; † 2. März 1975) war ein chinesischer Arbeiterführer und Revolutionär. Nach Ausrufung der Volksrepublik China gehörte er zu den einflussreichsten Politikern, bis er gemeinsam mit Gao Gang in den 1950er Jahren abgesetzt wurde.
Der aus Jiangxi gebürtige Rao war Sohn eines Lehrers an der Provinzschule Nr.1, die Rao auch selbst besuchte. Er trat im Jahre 1924 der sozialistischen Jugendliga und 1925 der Kommunistischen Partei bei. In den 1920er und 1930er Jahren war er führend in der Arbeiterbewegung aktiv, vor allem in Shanghai. Er war Teil der Bewegung des 30. Mai und organisierte zusammen mit Chen Yun und Zhou Enlai den Arbeiteraufstand, der im Frühling 1927 Chiang Kai-shek die Einnahme Shanghais ermöglichte. Zwischen 1928 und 1930 arbeitete er für die Jugendliga in Zhejiang und der Mandschurei. Im Jahre 1935 hielt er sich als Gesandter der Gesamt-Nationalen Allgemeinen Arbeitergewerkschaft für längere Zeit in Moskau auf, später besuchte er die USA, um dort Verbündete unter den Überseechinesen zu finden. Ab 1936 arbeitete er unter Liu Shaoqi an der politischen Mobilisierung für die Kommunistische Partei in Nordchina. Ab 1937 arbeitete er in der kommunistischen Basis von Yan’an, 1940 wurde er stellvertretender Parteisekretär des Südostbüros der Partei, im Folgejahr stellvertretender Sekretär des Büros für Zentralchina und Direktor der Propagandaabteilung. Bei der Gründung der Neuen Vierten Armee wurde Rao Direktor der politischen Abteilung, nach der schweren Niederlage dieser Armee gegen Kuomintang-Truppen wurde er deren stellvertretender politischer Kommissar. Ein Jahr später stieg der zum politischen Kommissar der Volksbefreiungsarmee und Parteisekretärs des Büros für Zentralchina auf.
Für seine Dienste im Kampf gegen Japan wurde er 1945 mit einer Mitgliedschaft im Zentralkomitee der Kommunistischen Partei Chinas belohnt. Als 1946 ein Waffenstillstand zwischen der Kuomintang und KP ausgehandelt wurde, richtete die KP ein Verbindungsbüro in Peking ein, in dem Rao als politischer Berater für den KP-Gesandten Ye Jianying fungierte. Der Waffenstillstand währte jedoch nur kurz, Rao übernahm danach Aufgaben in Changchun, Yan’an und ab Januar 1947 war er politischer Kommissar der Militärregion Ost der KP. Er gehörte in dieser Funktion zu den ersten Kommunisten, die nach der Eroberung Shanghais durch die Volksbefreiungsarmee die Stadt betraten. Nach Ausrufung der Volksrepublik China am 1. Oktober 1949 hatte Rao neben Lin Biao, Gao Gang, Peng Dehuai und Liu Bocheng hohe Positionen in Partei und Militär in Shanghai und Ostchina inne und nahm 1952 mit Liu Shaoqi am XIX. Parteitag der KPdSU teil.
Am Ende des gleichen Jahres wurde Rao – wie alle Vorsitzenden der regionalen Parteibüros, da Mao die Entstehung lokaler Machtzentren verhindern wollte – nach Peking versetzt. Er wechselte in die Staatliche Planungskommission unter Gao Gang, ein Jahr später wurde er Direktor der Organisationsabteilung der Kommunistischen Partei. In dieser mächtigen Position überwachte er die Rekrutierung und Ernennung aller Parteikader. Er kritisierte seinen Vorgänger An Ziwen, der nun sein Stellvertreter war, bei einer landesweiten Konferenz über Organisationsarbeit so scharf, dass Mao sich genötigt sah, die Arbeit Ans ausdrücklich gutzuheißen.
Während Gao und Rao in vielen politischen Fragen Mao Zedong unterstützten, versuchte Gao hinter den Kulissen, der Konzentration aller Macht bei Mao entgegenzuwirken. Gleichzeitig griff er die Position von Liu Shaoqi an. Nach der Debatte um Bo Yibos Steuerkonzept im März 1953, der Regierungsumbildung und der Konferenz über wirtschaftliche und finanzpolitische Fragen hatte Mao klargemacht, dass er die Gemäßigten um Liu Shaoqi und Zhou Enlai nicht abzusetzen plante. Trotzdem versuchte Gao nach dieser Konferenz, sich mit anderen hohen Parteimitgliedern wie Chen Yun, Lin Biao, Peng Dehuai, Huang Kecheng und Deng Xiaoping zu verbünden. Rao Shushi verbündete sich mit Gao in der Annahme, Gao würde Mao Zedong an der Partei- und Staatsspitze beerben. Gleichzeitig redete Gao Liu Shaoqi und Zhou Enlai schlecht, Gao versprach Rao nach der angestrebten Regierungsumbildung die Posten von Zhou Enlai und reklamierte jene von Liu Shaoqi für sich selbst. Warnungen von Mao ignorierten die beiden, da Mao sich privat über seine Frustration über die wirtschaftlichen Ansätze der Gemäßigten mit Gao austauschte. In einer Politbüro-Sitzung am 24. Dezember 1953 griff Mao Gao und Rao scharf an, indem er ihnen parteispalterische Aktivitäten vorwarf. So kam es im Februar 1954 zu einer Konferenz zur Stärkung der Einheit der Partei, in der Liu Gao und Rao angriff, ohne sie beim Namen zu nennen. Man gründete zwei Kommissionen, von denen die eine die Gao-Gang-Affäre und die andere unter Deng Xiaoping, Chen Yi und Tan Zhenlin die Rao-Shushi-Affäre untersuchen sollte. Die Kommission brachte zu Tage, dass Gao ein Anti-Partei-Bündnis mit Gao geschlossen hatte und einen Kampf gegen führende Genossen in der Parteizentrale führte. Im Unterschied zu Gao wurden Rao keinerlei moralische Vorwürfe gemacht, er war als vorbildlicher Ehemann und Familienvater bekannt.
Gao und Rao verloren ihre Posten, Rao wurde am 1. April 1955 verhaftet, arbeitete bis zu seinem Tod 1975 in der Landwirtschaft und starb im Gefängnis an Lungenentzündung. Deng Xiaoping wurde neuer Leiter der Organisationsabteilung.